# Salaoeat Joelajev
Salaoeat Joelajev (Basjkiers: Салауат Юлаев; Russisch: Салават Юлаев) (Tekejevo (gouvernement Orenburg), 16 juni 1752 — Rogevik, 8 oktober 1800) is een Basjkierse nationale held die deelnam aan de Poegatsjov-opstand met de Don-Kozak Jemeljan Poegatsjov. Hij is ook beroemd vanwege zijn gedichten. Salavat (Basjkiers: salaoeat) betekent "gebed" in het Arabisch.

## Leven
Joelajev was een zoon van onderofficier Joelaj Aznalin en groeide op in het dorp Tekejevo aan de Siberische handelsweg in de volost Sjajtan-Koedjeskoj (nu het district Salavat) van Basjkirostan (toen de provincie Oefa van het gouvernement Orenburg). Hij was al op jonge leeftijd erg dapper door als veertienjarige gewapend met slechts een dolk op berenjacht te gaan. Hij schreef ook op jonge leeftijd al gedichten over de vrijheid en de natuur die hem omgeefde.
Zijn vader Joelaj was betrokken in de Basjkierse boerenopstand van 1735 tot 1740. Toen de Russische overheid tot vergeldingsmaatregelen overging tegen de Jaik-Kozakken (Oeral-Kozakken) ontstond hierover groot oproer en leidde dit tot de Poegatsjov-opstand van 1773 tot 1775.
In oktober 1773 werd Joelajev opgeroepen om tegen de troepen van Jemeljan Poegatsjov te strijden, maar in plaats hiervan liep hij met de hele legerafdeling van de stad Sterlitamak over naar Poegatsjov toen deze met zijn leger de stad Orenburg aanviel. Joelajev werd door Poegatsjov in december benoemd tot luitenant-kolonel en trok daarop naar de noordoostelijke oejezden van het Basjkierse gebied, rekruteerde een leger van meer dan 10.000 man en wist met succes opstanden teweeg te brengen in de steden Krasno-oefimsk en Koengoer. In mei-juni van 1774 bevorderde Poegatsjov hem vanwege zijn moedige en succesvolle aanvoering van zijn troepen tot brigadegeneraal. Toen Poegatsjov na de verloren veldslag tegen generaal Ivan Michelson op 14 september gevangen werd genomen, na te zijn verraden, zette Joelajev de strijd voort.
Joelajev werd gevangengenomen op 5 december 1774 in de buurt van het dorp Mindisjevo van volost Sjajtan-Koedjeskoj. Volgens het vonnis van 26 juli werd hij daarop na een lang onderzoek in Oefa, Kazan, Moskou, Orenburg en opnieuw Oefa samen met zijn vader, die ook had meegedaan aan de opstand, veroordeeld tot 175 zweepslagen, het doorknippen van de neusvleugels, gebrandmerkt met de beginletters van de Russische woorden "misdadiger", "rebel" en "verrader" op voorhoofd en wangen en veroordeeld tot levenslange dwangarbeid. Op 12 oktober werd hij naar het Estse fort Rogevik (nu het dorp Paldiski) gestuurd, waar alle opstandelingen zaten van de boerenopstanden van 1755-1756 en 1773-1775, om daar zijn straf te volbrengen. Joelajev stierf daar op 48-jarige leeftijd. In een document van 30 mei 1797 valt te lezen: "Joelaj Aznalin - 75 jaar, afgeleefd, leidend aan scheurbuik" en "Salavat Joelajev - 45 jaar, gezond".

## Salaoeat Joelajev als dichter en betekenis voor Basjkierse identiteit
Hij is echter veel bekender geworden door zijn dichtwerk, dat alle represailles, die zelfs nog na zijn dood zouden moeten worden uitgevoerd, overleefde en die het Basjkierse volk te allen tijde moed zou moeten geven. Een van zijn laatste gedichten bevat de uitspraak "Nee, Basjkieren, ik ben niet dood!", hetgeen de herinnering aan hem in Basjkirostan karakteriseert.
Salaoeat Joelajev kon zich geen vrijheid voorstellen zonder vriendschap en wederzijdse hulp der volkeren. Hij verenigde in zijn strijd alle volkeren die in Basjkirostan leefden en vocht aan de zijde van de Russische kozak Poegatsjov. Hiermee ontwikkelde hij enerzijds het nationale zelfbewustzijnsgevoel van de Basjkieren en anderzijds het inzicht dat er geen vredevol leven kon bestaan zonder respect tussen de onderlinge volken. "We kunnen niet eeuwig strijden en elkaar beledigen", schreef hij in zijn oproep aan de Russische inwoners van Katav-Ivanovsk (toen onderdeel van Basjkirostan, nu in de oblast Tsjeljabinsk). Na de nederlaag werden de gevangengenomen opstandelingen door Basjkirostan gevoerd en kregen ze zweepslagen op de plaatsen waar ze hadden gevochten. Catharina de Grote wilde Joelajev mogelijk met deze straf vernederen, om daarmee hem bij het volk te doen verachtten, maar bereikte daarmee echter het tegendeel: zoals wel vaker het geval is werd hij tot een martelaar. Nadat ze dit doorkreeg stelde ze alles in het werk om zijn naam te doen vergeten in Basjkirostan: ze stelde een "eeuwigdurend verbod" in aan de Basjkieren om hun kinderen zijn naam te geven, om zijn nagedachtenis zo snel mogelijk te doen vergeten.
Vandaag de dag zijn verschillende zaken naar hem vernoemd: de stad Salavat, het district Salavat, een groot aantal plaatsen, straten, parken, cultuurinstellingen en andersoortige instellingen.

## Gedichten
De meeste van zijn gedichten zijn in hun originele vorm in het Basjkiers verloren gegaan. De overzettingen in het Russisch zijn echter wel grotendeels bewaard gebleven. Dit is grotendeels het werk geweest van een vertaler genaamd Davletsjini, die meerdere volksoverleveringen uit het gebied rond Orenburg, die alle van Salaoeat Joelajev zouden stammen in 1868 heeft vertaald naar het Russisch. De gedichten van Joelajev vormen het begin van de literatuurgeschiedenis van Basjkirostan.
Ai, Oeral, jij bent mijn Oeral,
Een grijsharige reus, Oeral!
Met je hoofd onder de wolken
Je bent opgestaan, mijn Oeral!
Dit is mijn lied over jou,
En al mijn liefde voor jou."
(Salaoeat Joelajev, "Mijn Oeral")